# Quatro Velhos
Os Quatro Velhos ou as Quatro Coisas Velhas (em chinês simplificado 四旧 , em chinês tradicional 四旧 , em pinyin: sì jiu) foram:

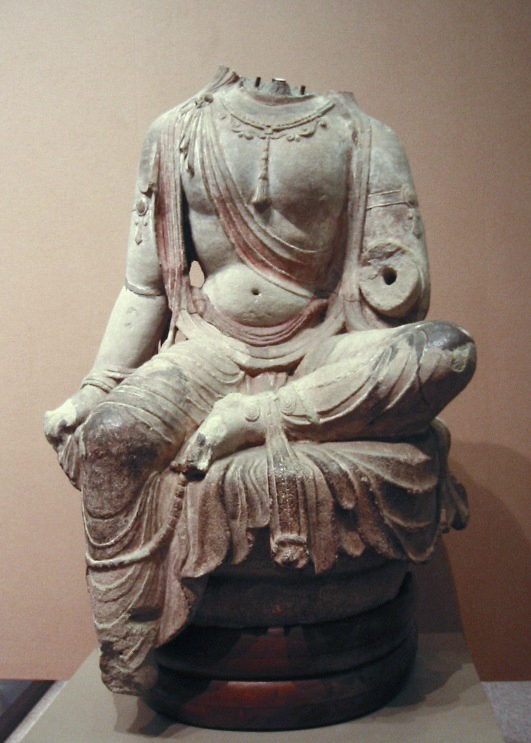
Arte chinesa da Dinastia Tang (618-907 dC), um exemplo de arte que sobreviveu à destruição dos Quatro Velhos

- velhas ideias (chinês simplificado 旧 思想, pinyin: jiu se xiǎng)
- velha cultura (chinês simplificado 旧 文化 , Pinyin Jiu Wen Hua)
- velhos costumes (chinês simplificado 旧 风俗, Pinyin jiu feng su)
- velhos hábitos (chinês simplificado 旧 习惯 , Pinyin jiu guan xi).

Um dos objetivos declarados da Revolução Cultural na República Popular da China era o final dos quatro velhos. . Começou em Pequim em 20 de agosto de 1966 (durante o Agosto Vermelho, quando uma série de massacres também ocorreu em Pequim).

## Nomes
O nome único chinês é "破四旧", mas uma série de diferentes denominações tem sido usadas para descrever a série de campanhas:
- Anti-Quatro Velhos [5]
- Esmagar os Quatro Velhos [6]
- Destruição dos Quatro Velhos [7]

## Campanha

### Orientações
O Partido Comunista da China estabeleceu diretrizes muito frouxas em termos de classificação do que realmente estava "velho". Como resultado, qualquer coisa que existia antes de 1949 era sujeita a ser destruída, incluindo exemplares de artes tradicionais com séculos de idade. Qualquer pessoa que fosse apanhada estando na posse de "bens velhos" iria sofrer graves consequências da Guarda Vermelha .

### Destruição das culturas chinesa e os valores tradicionais
Mao Tsé-tung  ordenou que os Quatro Velhos fossem varridos na fase inicial da Revolução Cultural em 1966 . Os Guardas Vermelhos seguiram atentamente as ordens de Mao. Como resultado, os exemplares da arquitetura chinesa foram saqueados, a literatura chinesa e clássicos foram queimados, pinturas chinesas foram dilaceradas, antiguidades foram desfeitas. Muitos longos livros genealogia mantidos por famílias foram reduzidos a cinzas. Durante esse tempo, muitos antigos artefatos culturais chineses foram destruídos para sempre. As pessoas com posse destes bens foram punidas. Intelectuais foram alvejados como personificações dos Quatro Velhos, e às vezes eram ridicularizados, perseguidos, presos, torturados ou mortos .
Ao saber que os Guardas Vermelhos estavam se aproximando da Cidade Proibida, o primeiro-ministro Zhou Enlai ordenou que as portas fossem fechadas e as tropas postadas, sabendo da reputação da Guarda Vermelha em destruir objetos culturais.

### Slogans Populares
- "Quebrar os quatro velhos, estabelecendo as novos quatro (as versões antigas de outros quatro conceitos)" [9]
- "Bater nos maus elementos"
- "Bater nos imperialistas"
- "Bater na religião estrangeira"
- "Bater nos seguidores de Jesus"
- "Bater nos contra-revolucionários"

## Resposta do Partido Comunista
Não há estatísticas oficiais produzidas pelo partido comunista em termos de informação do custo real dos danos. Em 1978, muitas histórias de morte e destruição causadas pela Revolução Cultural haviam vazado para fora da China e se tornaram conhecidas em todo o mundo 

## Restauro
A partir da década de 1990 e continuando até ao século XXI, tem havido um enorme esforço de reconstrução em curso para restaurar e reconstruir sítios culturais que foram destruídos ou danificados durante a Revolução Cultural. Isto coincidiu com o ressurgimento do interesse e procura de artefatos culturais chineses. Alguns têm explorado essa crescente demanda, produzindo artigos de contrafação.